# Сайран
Сайран (каз. Сайран) — водохранилище расположенное в городе Алма-Ата на реке Большая Алматинка. Создано на месте бывшего карьера по добыче пескогравийных материалов при помощи плотины, расположенной под улицей Толе би. Ограничивается улицами Варламова (на восточной стороне), Садовникова (на западной), а также Толе би (на северной стороне) и проспектом Абая (на южной).
Объём — 2,3 млн м³, средняя глубина 12,1 м, максимальная — 18 м. Плотина «Сайран» сооружена в 1971 году.

## Селезащитное значение
Водохранилище «Сайран» представляет собой селезащитное сооружение (контррегулятор), в плотине установлены гидротехнические шлюзы для регулирования водовыпуска в реку. В условиях тёплой погоды водохранилище выполняет функцию селеуловителя и накопителя воды, в холодное время года безводно. Имеет стратегическое значение для города, при неблагоприятных обстоятельствах (сель, разрушительное землетрясение) осуществляет приём больших объемов воды, чтобы спасти от катастрофического наводнения густонаселенный район.
В 2010 году Сайран не наполняли из-за угрозы селя В 2014 году Сайран также не наполняли из-за реконструкции русла речки Большая Алматинка.

## Фонтан
В 1989 году на водохранилище Сайран сооружён и запущен самый высокий фонтан города — струя воды диаметром 10 см достигала 50-метровой высоты. В связи с распадом СССР в 1992 году работа фонтана была прекращена. В 2006 году фонтан вновь запущен, но спустя год перестал функционировать.

## Реконструкция пляжной и зелёной зоны Сайран
В 2015 году городским акиматом проведена механическая очистка дна озера от иловых отложений.
В 2015 году после возвращения в государственную собственность территории «Зелёной зоны Сайран», расположенной с восточной и западной стороны озера, акиматом города Алма-Аты проведены реконструкция и благоустройство. Благоустроены и отремонтировали все пляжные зоны и аллеи напротив них. На пляжах отсыпали новый песок, установили зонтики, раздевалки, скамейки с урнами. Было установлено несколько детских игровых комплекса и спортивные турники. На существующих тротуарах аллей застелили новый асфальт, уложили новые бордюры, установили скамейки с урнами и опоры освещения. Также были разбиты газоны и цветники. Общая стоимость работ по благоустройству составила 160 миллионов тенге, заказчиками работ являлись Ауэзовский и Алмалинский районные акиматы.
В 2018 году продолжились работы по благоустройству и реконструкции «Зелёной зоны Сайран» на остальной её территории. Было заменено тротуарное покрытие существующих тротуаров аллей, застелен новый асфальт, установлены новые бордюры, скамейки, беседки, установлено освещение, устроена новая футбольная и баскетбольные площадки, детская площадка. Также были разбиты газоны и цветники. Общая стоимость работ по благоустройству составила более 312 миллионов тенге, заказчиками работ являлись Ауэзовский и Алмалинский районные акиматы.

## Преобразование, новое строительство 2023-2024 гг.
В 2021 году, фондом Сорос совместно с урбанистическими НПО, акимату города был предложен проект всеобщего преобразования озера и прилегающей территории — «для реализации свободы выражения и коллективного решения локальных проблем». Проектом предусмотрено полное переустройство всей прилегающей территории, строительство по всему периметру за счет сокращения объема озера (засыпки части водохранилища) новых мощенных брусчаткой пешеходных путей, строительство понтонных мостов, расширение существующих пешеходных путей.

### Возмущение общественности
Одобренные акимом города Досаевым в 2023 году многомиллиардные затраты (более 11 млрд тенге) из бюджета на новое строительство на территории Сайран — общественность, население города назвали непозволительной расточительностью в кризисное время. Общественники обратились к Антикору (Агентству по противодействию коррупции РК), государственным аудиторам, с требованием обратить внимание на затраты акимата акима Досаева, произвести проверку коррупционных рисков, законности планируемой реализации проекта нового строительства (благоустройства) территории прилегающей к озеру Сайран, проверить на предмет завышенной стоимости работ.

### Отмена прокуратуры
Прокуратура города Алматы провела проверку государственной закупки. По итогам прокурорской проверки внесено «Представление об устранении нарушений законности от 01.08.2023 года №2-17-23-24871». В Представлении прокуратуры указано следующее:
- 1. Рассмотреть настоящее представление, принять меры по устранению (путем отмены) по конкурсу №10251346-1 «Благоустройство территории (новое строительство) прилегающей к водохранилищу Сайран» на сумму 10 млрд. 4 млн. тенге.
- 2. Решить вопрос об ответственности виновных лиц, допустивших указанные нарушения законности.
- 3. О результатах рассмотрения и принятых мерах сообщить в прокуратуру города в установленный законом срок, с приложением подтверждающих документов.

Отменой госзакупки, на короткое время, удалось предотвратить необоснованное расходование почти 10,5 миллиардов тенге бюджетных средств.
Через 50 дней после отмены закупки 21.06.2023, 19.09.2023 «Акиматом города Алматы» разыграна повторная закупка на 10 739 299 901 тенге. Прокуратурой нарушений законности в действиях акимата не выявлено.

### Статус «Особо охраняемой природной территории»
В 1994 году, Постановлением III сессии 1-го созыва от 14.10. 94 г. — «водохранилищу Сайран» присвоен природоохранный статус «Особо охраняемой природной территории» с категорией «водоём, имеющий особую ценность, местного значения».

### События
С середины 2000-х годов в зимние сезоны на дне Сайрана периодически проводится джип-фестиваль «Кубок имени Маслова»
В 2018 и в 2019 годах в водах водохранилища Сайран проводились соревнования континентального «Кубка Азии по триатлону» («Almaty Asian Cup 2018»)

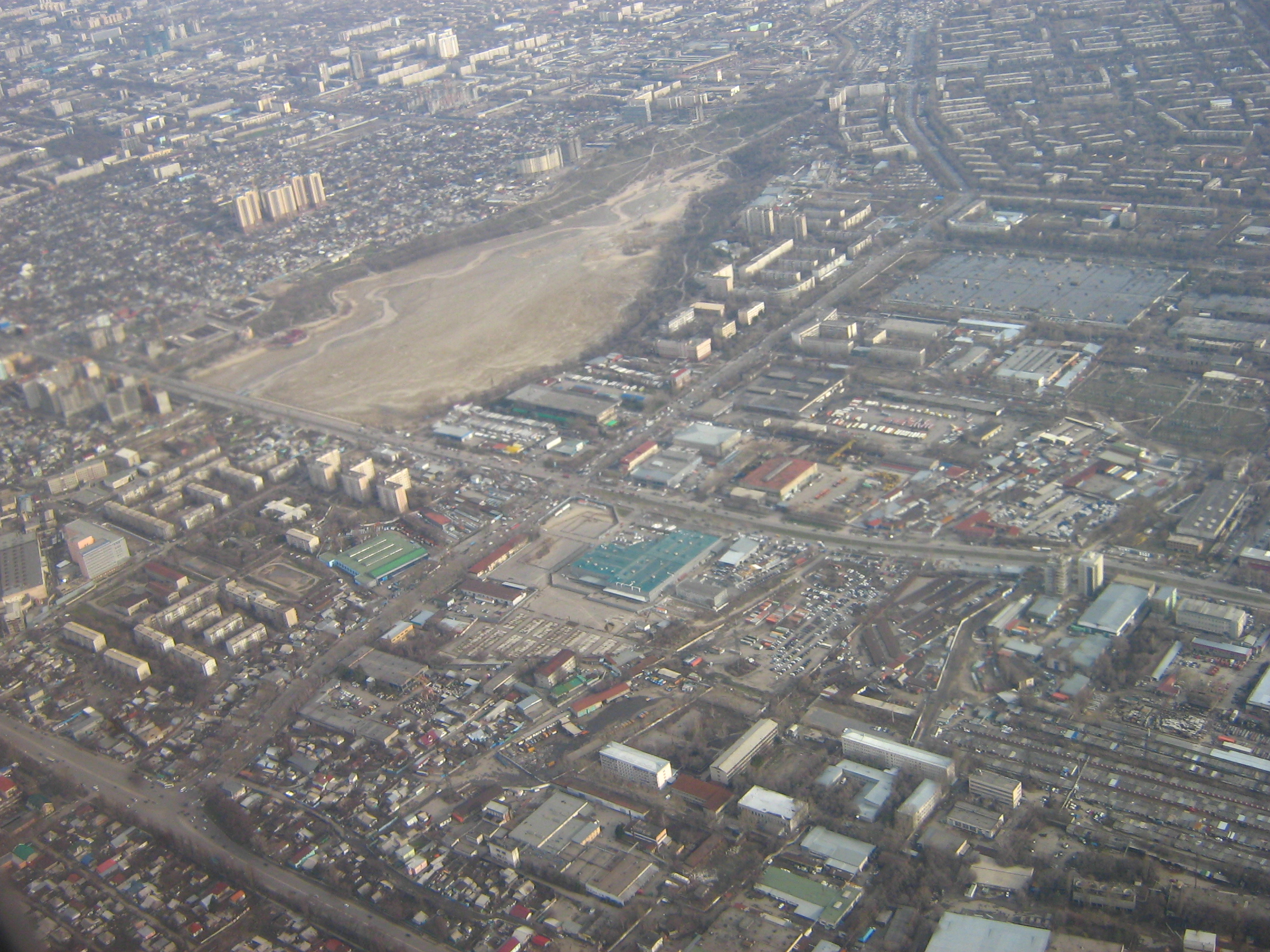
Сайран с высоты самолёта. Водохранилище в холодное время года обычно обезвожено
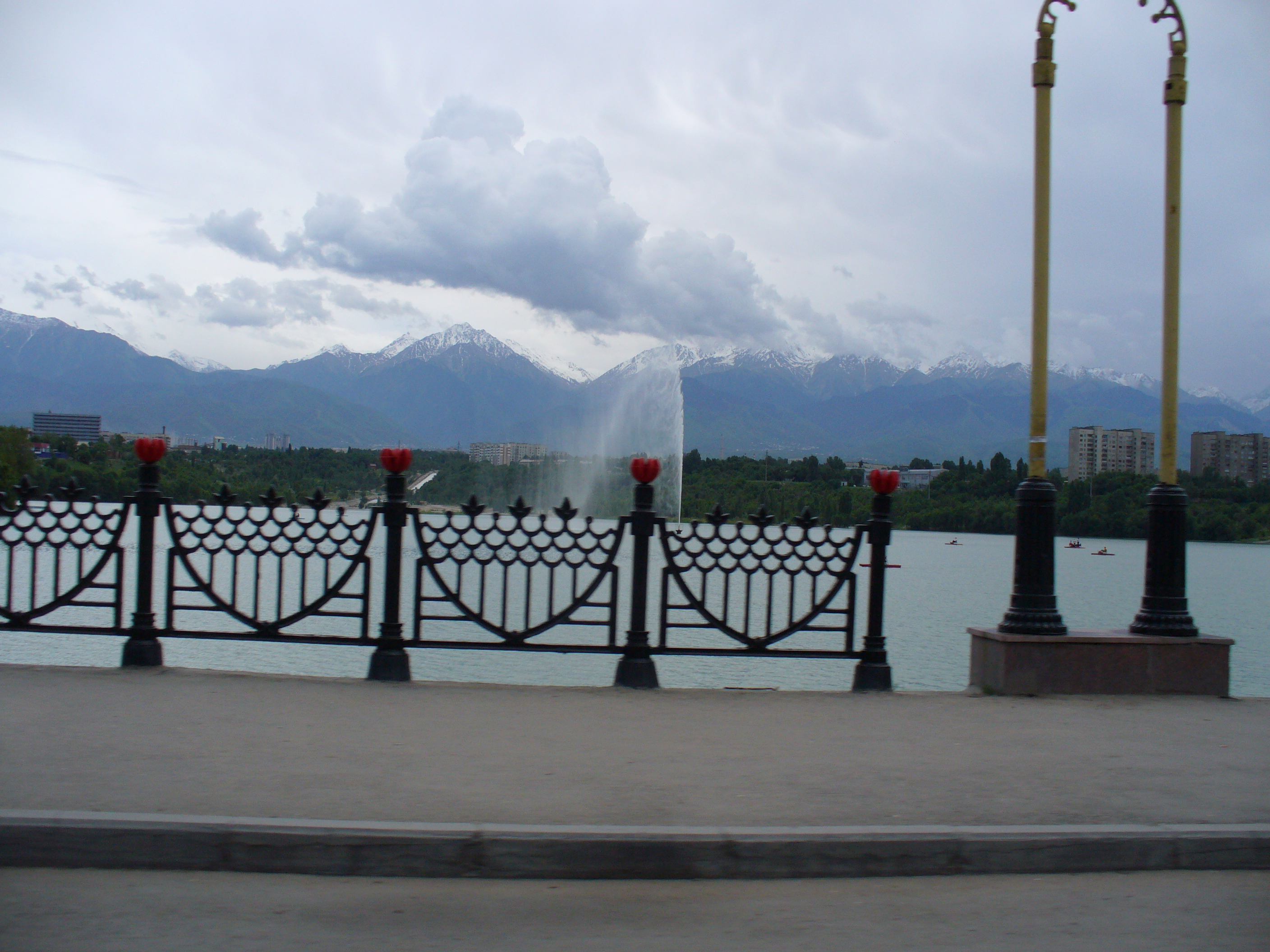
Вид на водохранилище Сайран с работавшим фонтаном